# باشگاه فوتبال هارتبرگ
باشگاه فوتبال هارتبرگ یک باشگاه فوتبال اتریشی است که در سال ۲۹ آوریل ۱۹۴۶ تاسیس شده است.

## تاریخچه
این باشگاه در 29 آوریل 1946 تاسیس شد. آنها در فصل 2007-2008 در جایگاه 7 در حالی که در لیگ منطقه ای سطح سوم بازی می کردند ، به پایان رسیدند. در آخرین روز فصل 2008/09 ، TSV هارتبرگ در جایگاه اول لیگ منطقه ای شرقی اتریش (بخش سوم) به پایان رسید. آنها عنوان شرقی را به دست آوردند و به لیگ دوم 2009/10 ارتقا یافتند. در فصل 2010-11 آنها در جایگاه 10 و پایین به پایان رسیدند اما با پیروزی در بازی پایانی سقوط زنده ماندند و در فصل 2014-15 آنها به لیگ سوم برای پایان دادن به همان موقعیت پایین سقوط کردند.
TSV هارتبرگ پس از پیروزی در لیگ منطقه ای 2016-17 Mitte بدون نیاز به رقابت در بازی های ارتقاء به لیگ دوم ارتقا یافت زیرا هیچ تیمی از لیگ منطقه ای غرب یا Ost برای ارتقاء درخواست نکرد. در فصل 2017-18 لیگ دوم ، TSV هارتبرگ دوم شد و برای اولین بار در تاریخ خود به لیگ برتر اتریش ارتقا یافت ، پس از درخواست تجدید نظر برای اعطای "مجوز بازی" در لیگ اول. در فصل 2019-20 بوندسلیگا اتریش ، TSV هارتبرگ در جایگاه پنجم قرار گرفت و به مرحله واجد شرایط لیگ اروپا 2020-21 رسید. در دور دوم رقابت های واجد شرایط ، تیم از پیست گلیویتس لهستانی شکست خورد و از رقابت حذف شد.